# Клінічний аналіз крові

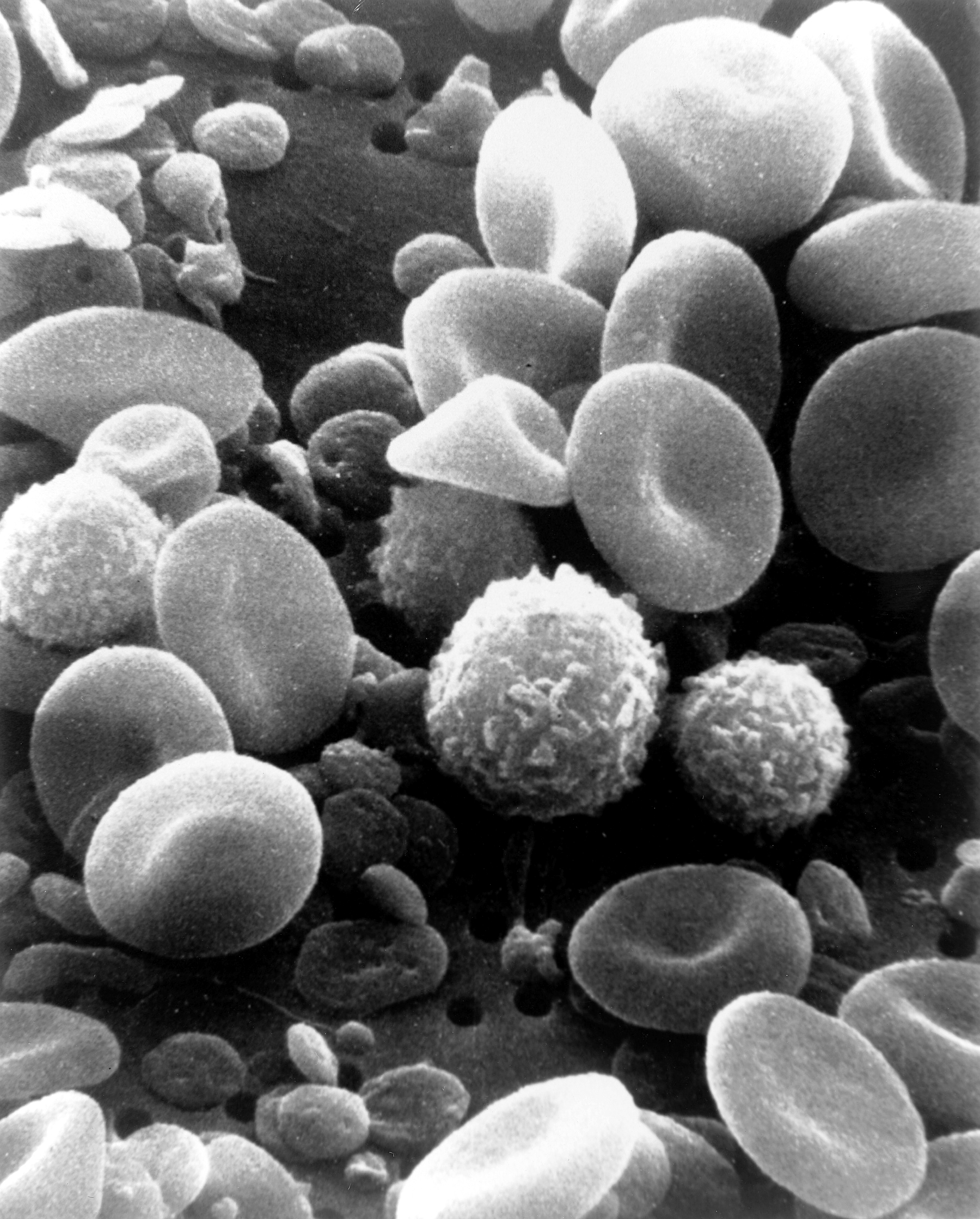
Клітини крові під електронним мікроскопом.

Клінічний аналіз крові (загальний) — кількісне та якісне дослідження елементів, що формують кров (еритроцитів, лейкоцитів, тромбоцитів, ретикулоцитів та ін.).
Загальний клінічний аналіз крові охоплює такі показники:
1. Швидкість осідання еритроцитів (ШОЕ)
2. Кількість гемоглобіну
3. Кількість еритроцитів
4. Обчислення кольорового показника (середній вміст гемоглобіну в одному еритроциті)
5. Лейкоцитарну формулу (вміст гранулоцитів — базофіли, еозинофіли, нейтрофіли паличкоядерні та сегментарні; агранулоцитів — лімфоцити, моноцити)
6. Кількість ретикулоцитів
7. Кількість тромбоцитів
8. Опис особливостей морфології клітин периферійної крові
9. Наявність плазматичних клітин.

Показання до призначення аналізу:
1. Скринінгові та диспансерні обстеження.
2. Моніторинг терапії, що проводиться.
3. Диференційна діагностика захворювань крові.

Для клінічного аналізу крові беруть венозну кров з вени, методом венепункції шприцем з голкою чи вакутайнером з голкою, або капілярну кров з подушечки безіменного (IV) пальця руки. Для цього використовують спеціальну одноразову голку, скарифікатор.
Показники клінічного аналізу крові можуть відрізнятися у залежності від того, в який час доби була зібрана кров, а також мати зв'язок зі споживаною їжею та фізичною активністю, що передували відбору крові.

## Інтерпретація

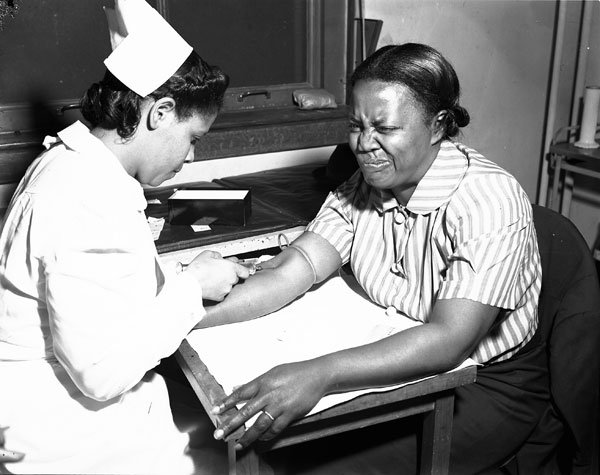

Певні захворювання визначаються абсолютним збільшенням або зниженням кількості окремих типів клітин крові:
| Тип клітин      | Збільшення кількості        | Зниження кількості                 |
| --------------- | --------------------------- | ---------------------------------- |
| Еритроцити      | еритроцитоз або поліцитемія | анемія або еритробластопенія       |
| Лейкоцити:      | лейкоцитоз                  | лейкопенія                         |
| — лімфоцити     | лімфоцитоз                  | лімфоцитопенія                     |
| — гранулоцити:  | гранулоцитоз                | гранулоцитопенія або агранулоцитоз |
| ——Нейтрофіли    | нейтрофілія                 | нейтропенія                        |
| ——Еозинофіли    | еозинофілія                 | еозинопенія                        |
| ——Базофіли      | базофілія                   | базопенія                          |
| Тромбоцити      | тромбоцитоз                 | тромбоцитопенія                    |
| Усі типи клітин | -                           | панцитопенія                       |

Зміни у складі крові є передвісниками багатьох хвороб, наприклад:
- лейкоцитоз може бути ознакою інфікування.
- тромбоцитопенія може бути наслідком медикаментозного отруєння.
- панцитопенія, як правило, є результатом зменшення продукування клітин крові кістковим мозком, а також є поширеним ускладненням протиракової хімієтерапії, часто відбувається при СНІДі.